# Ngawang Künga Wangyal
Ngawang Künga Wangyal (1592-1620) was van 1618 tot 1620 de zesentwintigste sakya trizin, de hoogste geestelijk leider van de sakyatraditie in het Tibetaans boeddhisme.